# A magyar labdarúgó-bajnokság aranyérmes játékosainak listája: S
Az alábbi lista a magyar labdarúgó-bajnokság bajnokcsapatainak játékosait sorolja fel, S kezdőbetűvel, bajnoki cím száma, egyesületek és idények szerint.

## S
| Játékos            | Bajnoki cím | Csapat(ok)                 | Idény(ek) |
| ------------------ | ----------- | -------------------------- | --- |
| Sábián Károly      | 1           | Ferencváros                | 1908–09 |
| Radu Sabo          | 1           | Zalaegerszeg               | 2001–02 |
| Salamon Miklós     | 1           | Dunaújváros                | 1999–00 |
| Sallai Sándor      | 5           | Bp. Honvéd                 | 1983–84, 1984–85, 1985–86, 1987–88, 1988–89                                                                        |
| Sallai Tibor       | 1           | Vác                        | 1993–94 |
| Sándor György      | 1           | Videoton                   | 2010–11 |
| Sándor József      | 3           | Ferencváros                | 1925–26, 1926–27, 1927–28                                                                                          |
| Sándor Károly      | 3           | MTK                        | 1951, 1953, 1957–58                                                                                                |
| Sándor Tamás       | 4           | Debreceni VSC              | 2004–05, 2005–06, 2006–07, 2008–09                                                                                 |
| Sánta József       | 1           | Bp. Honvéd                 | 1954 |
| Sárdi Imre         | 3           | Újpest                     | 1945-tavasz, 1945–46, 1946–47                                                                                      |
| Sarlós András      | 5           | Újpesti Dózsa              | 1971–72, 1973–74, 1974–75, 1977–78, 1978–79                                                                        |
| Sáros Miklós       | 2           | Újpest                     | 1930–31, 1932–33                                                                                                   |
| Sárosi Béla        | 3           | Ferencváros                | 1937–38, 1939–40, 1940–41                                                                                          |
| Sárosi György      | 5           | Ferencváros                | 1931–32, 1933–34, 1937–38, 1939–40, 1940–41                                                                        |
| Sárosi László      | 5           | Vasas SC                   | 1957-tavasz, 1960–61, 1961–62, 1965, 1966                                                                          |
| Sárvári Ferenc     | 1           | Nagyváradi AC              | 1943–44 |
| Sas Ferenc         | 2           | Hungária                   | 1935–36, 1936–37                                                                                                   |
| Sas Gyula          | 1           | Vasas SC                   | 1965 |
| Sas József         | 1           | Újpest                     | 1932–33 |
| Sass János         | 2           | Bp. Honvéd                 | 1987–88, 1988–89                                                                                                   |
| Marius Sasu        | 1           | Ferencváros                | 2003–04 |
| Sátori Imre        | 1           | Csepel                     | 1958–59 |
| Schaar Izidor      | 2           | MTK                        | 1904, 1907–08 |
| Schaffer Alfréd    | 3           | MTK                        | 1916–17, 1917–18, 1918–19                                                                                          |
| Scheibel József    | 2           | Ferencváros                | 1903, 1905 |
| Schlosser Imre     | 13          | 7 – Ferencváros 6 – MTK    | 1906–07, 1908–09. 1909–10, 1910–11, 1911–12, 1912–13, 1926–27 1916–17, 1917–18, 1918–19, 1919–20, 1920–21, 1921–22 |
| Schneider Gábor    | 1           | Ferencváros                | 1991–92 |
| Josef Schneider    | 1           | Hungária                   | 1928–29 |
| Schön József       | 1           | Ferencváros                | 1906–07 |
| Schróth Lajos      | 1           | Újpesti Dózsa              | 1989–90 |
| Schultz Levente    | 2           | Ferencváros                | 1995–96, 2000–01                                                                                                   |
| Schumann Péter     | 3           | Újpesti Dózsa              | 1974–75, 1977–78, 1978–79                                                                                          |
| Schwarcz Zoltán    | 1           | Vác                        | 1993–94 |
| Sebes Gusztáv      | 3           | Hungária                   | 1928–29, 1935–36, 1936–37                                                                                          |
| Sebestyén Béla     | 1           | MTK                        | 1907–08 |
| Sebestyén Gyula    | 2           | MTK                        | 1913–14, 1918–19                                                                                                   |
| Sebő Gyula         | 1           | MTK                        | 1904 |
| Sebők Vilmos       | 1           | Újpest                     | 1997–98 |
| Sebők Zsolt        | 1           | Videoton                   | 2010–11 |
| Senkey Gyula       | 3           | MTK                        | 1921–22, 1923–24, 1924–25                                                                                          |
| Senkey Imre        | 5           | MTK                        | 1920–21, 1921–22, 1922–23, 1923–24, 1924–25                                                                        |
| Seres Gyula        | 2           | Újpest                     | 1934–35, 1938–39                                                                                                   |
| Ibrahima Sidibe    | 2           | Debreceni VSC              | 2005–06, 2006–07                                                                                                   |
| Sikesdi Gábor      | 6           | Bp. Honvéd                 | 1983–84, 1984–85, 1985–86, 1987–88, 1988–89, 1990–91                                                               |
| Siklós Gyula       | 2           | Újpest                     | 1945-tavasz, 1945–46                                                                                               |
| Siklóssy Antal     | 2           | MTK                        | 1921–22, 1922–23                                                                                                   |
| Silva Welton       | 1           | MTK                        | 2002–03 |
| Dajan Šimac        | 1           | Debreceni VSC              | 2011–12 |
| Mićo Smiljanić     | 1           | MTK                        | 2002–03 |
| Simon Antal        | 1           | Vác                        | 1993–94 |
| Simon Attila       | 1           | MTK                        | 2007–08 |
| Simon János        | 1           | Újpesti Dózsa              | 1970-tavasz |
| Simon Tibor        | 3           | Ferencváros                | 1991–92, 1994–95, 1995–96                                                                                          |
| Singer Miklós      | 2           | MTK                        | 1916–17, 1918–19                                                                                                   |
| Sipos Ferenc       | 1           | MTK                        | 1957–58 |
| Sitku Illés        | 1           | Debreceni VSC              | 2004–05 |
| Skrabák István     | 2           | Budapesti TC               | 1901, 1902 |
| Skvarek György     | 1           | Hungária                   | 1928–29 |
| Solti István       | 1           | Bp. Honvéd                 | 1954 |
| Solymosi Ernő      | 3           | Újpesti Dózsa              | 1969, 1970-tavasz, 1970–71                                                                                         |
| Sóvári Kálmán      | 1           | Újpesti Dózsa              | 1959–60 |
| Sowunmi Thomas     | 1           | Ferencváros                | 2003–04 |
| Spitz Illés        | 2           | Újpest                     | 1929–30, 1930–31                                                                                                   |
| Spitzmüller István | 2           | Debreceni VSC              | 2009–10, 2011–12                                                                                                   |
| Staller János      | 1           | Ferencváros                | 1975–76 |
| Stalmach Lajos     | 1           | MTK                        | 1923–24 |
| Steczovits László  | 2           | Ferencváros                | 1925–26, 1926–27                                                                                                   |
| Steiner Rezső      | 1           | MTK                        | 1904 |
| Stemler Tibor      | 1           | Újpesti Dózsa              | 1978–79 |
| Sternberg László   | 2           | Újpest                     | 1932–33, 1934–35                                                                                                   |
| Stobbe Kálmán      | 2           | Budapesti TC               | 1901, 1902 |
| Stófián János      | 2           | Újpest                     | 1929–30, 1930–31                                                                                                   |
| Ströck Albert      | 2           | Újpest                     | 1929–30, 1930–31                                                                                                   |
| Suhai Imre         | 4           | 1 – Ferencváros 3 – Újpest | 1939–40 1945-tavasz, 1945–46, 1946–47                                                                              |
| Surányi László     | 2           | WMFC Csepel                | 1941–42, 1942–43                                                                                                   |